# دهستان اهرم
دهستان اَهرَم، از توابع بخش مرکزی شهرستان تنگستان در استان بوشهر ایران است.

## جمعیت
براساس سرشماری سال ۱۳۸۵ جمعیت آن ۱۰٬۹۹۰ نفر (۲٬۶۲۱ خانوار) بوده‌ است.